# Monitor Range

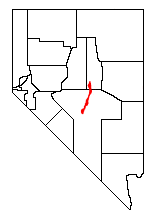
Monitor Range na mapě krajů Nevady

Monitor Range je pohoří v centrální části státu Nevada, ve Spojených státech amerických. Leží v kraji Nye County a částečně i Eureka County.
Nejvyšším vrcholem je Table Mountain (3 319 m).
Monitor Range je součástí Velké pánve. Pohoří se rozkládá od jihozápadu k severovýchodu v délce okolo 180 km. Zaujímá plochu více než 5 500 km2. Vegetaci tvoří především jalovce, borovice, například borovice coloradská, pelyňky a keře.